# Equality for Gays And Lesbians In The European institutions
Equality for Gays And Lesbians In The European institutions (zo gespeld vanwege de gehanteerde afkorting EGALITE) is een vereniging die sinds 1993 actief is binnen de Europese instellingen. De hoofddoelstelling van de organisatie is de niet-discriminatie op basis van seksuele voorkeur te bevorderen en meer bepaald een niet discriminerende behandeling van koppels van hetzelfde geslacht. 
Het uitvoerend comité zetelt te Brussel, waar tevens de meeste activiteiten plaatsvinden. Ook in Luxemburg vinden vele activiteiten plaats.